# Платобергет
Платобергет (норв. Platåberget, рус. Горное плато) — плато, расположенное на полуострове Хотеллнесет. Рядом с плато располагается крупнейший посёлок Шпицбергена — Лонгйир. К востоку от плато располагается долина Блостердален (норв. Blomsterdalen), к западу Медвежья долина (норв. Bjørndalen). Растительность практически отсутствует, за исключением лишайников и мхов по бокам плато.
С 1997 года на плато располагается спутниковая станция Свальбард (SvalSat) (норв. Svalbard satelittstasjon), которая обеспечивает Лонгйир спутниковой связью, телевидением и интернетом. До начала строительства считалось, что плато является частью культурного наследия Шпицбергена, однако доказательств этому найдено не было.
В 2008 году на плато было построено Всемирное семенохранилище (норв. Globalt Sikkerhetshvelv for Frø på Svalbard) — туннель, в который были помещены для безопасного хранения образцы семян основных сельскохозяйственных культур.
Зимой плато можно достичь на снегоходах по нескольким маршрутам, летом есть пешеходные тропы.